# Sankt Nikolai Kirke (Nakskov)
 For alternative betydninger, se Sankt Nikolai Kirke. (Se også artikler, som begynder med Sankt Nikolai Kirke)
Sankt Nikolai Kirke er byen Nakskovs største kirke og ligger på det vestlige Lolland. Oprindeligt stod der en romansk teglkirke fra begyndelsen af 1200-tallet på stedet, hvoraf kun den sydøstlige del af den nuværende kirke stammer herfra. Man havde omkring år 1400 planer om at bygge en katedral i købstaden, men som ombygningsarbejdet skred frem måtte man opgive pga. pengemangel og en voldsom bybrand i 1420. Sankt Nikolai Kirke var over 200 år om at blive færdiggjort i 1650´erne og kom derfor til at bestå af flere stilarter. I sin helhed fremtræder den dog overvejende som et gotisk bygningsværk og er viet til Sankt Nikolaus der regnes som de søfarendes skytshelgen. Kirkens tårn er 70 m højt og kan ses over lang afstand på det flade Lolland.

## Kirken
Den rødbrune murstensbygning består foruden selve kirkeskibet af koret mod øst og tårnet mod vest. Skibet har to sideskibe med hvælvinger og seks vinduer på hver side, mens det høje hovedskib har tre hvælvinger med tre vinduer på siderne. De to kirkerum adskilles af seks piller og seks buer. Kirkens kor er tresidet med en takket gavl, og gulvet er højere beliggende end den øvrige del af kirkegulvet. Man byggede i 1898 en marmortrappe op til koret.
Altertavlen stammer fra 1657 og er et billedskærerarbejde udført i barok stil med fire afdelinger af Kristi passionshistorie som centrum samt apostlene udskåret på siderne.
Prædikestolen er udført af billedskæreren Jørgen Ringnis i 1630 og fremstår både forgyldt og farverig. Der findes fem relieffer på den, der viser Abrahams ofring af sin søn Isak, slangen der frister Kristus i ørkenen, korsfæstelsen, opstandelsen og himmelfarten. Lydhimlen over stolen viser Giveren og Hustru.
Kirkens tårn har skiftet udseende flere gange op gennem historien. Dets oprindelige høje spir blev i 1587 ramt af et lyn og måtte efter en del år nedtages i 1617. Året efter rejstes et nyt spir, men dette blæste omkuld under en storm i 1625. Herefter gav man tårnet et hættelignende spir med et afkortet spidstag, som Kong Frederik 4. under et besøg i Nakskov efter sigende skulle have sagt om: "Aldrig har jeg set saa stor en mand med saa lille en hat "!
Lynet slog ned i spiret 1687 og i 1700-tallet fik tårnet takkede gavle, der blev taget ned efter endnu et lynnedslag i 1822. Først omkring år 1900 lod man arkitekt H.C. Glahn færdiggøre bygningsværket der nu fik blændinger, "fejlvendte" kamtaksgavle og et 30 m højt kobberspir. Siden fuldendelsen i 1906 har tårnet bevaret sit udseende.

## Galleri
- orgel og sangerpulpitur
- alter
- døbefont
- prædikestol
- gammel pengeboks
- 'Dronning Marie'